# Hlízola
Hlízola (Apios) je rod rostlin z čeledi bobovité (Fabaceae). Jsou to vytrvalé popínavé byliny s podzemními hlízami, zpeřenými listy a motýlovitými květy. Vyskytují se v počtu 8 druhů v Severní Americe a východní Asii. Hlízola nachová (Apios americana) je prastará kulturní rostlina severoamerických Indiánů a ceněná planě rostoucí rostlina k jídlu, poskytující sladké hlízy.

## Popis
Hlízoly jsou vytrvalé popínavé byliny. Na tenkém podzemním oddenku se vytvářejí zásobní kořenové hlízy. Listy jsou lichozpeřené, s 1 až 4 páry vejčitě kopinatých řapíčkatých lístků. Palisty jsou drobné. Květy jsou purpurové, hnědočervené nebo bílé, stopkaté, v úžlabních nebo výjimečně ve vrcholových hroznech či hrozen připomínajících latách. Kalich je zvonkovitý až kuželovitý, poněkud dvoupyský, se 2 horními laloky širokými a tupými, 2 postranními laloky krátkými a špičatými a spodním lalokem nejdelším, trojúhelníkovitě kopinatým. Pavéza je krátce nehetnatá, vejčitá, obvejčitá, okrouhlá až srdčitá, nazpět ohnutá. Křídla jsou kratší než pavéza, obvejčitá až úzce podlouhlá, připojená ke člunku. Člunek je delší než pavéza i křídla, silně zakřivený až svinutý. Tyčinky jsou dvoubratré. Semeník je přisedlý, s mnoha vajíčky. Čnělka je tenká, na vrcholu rozšířená a zahnutá, s vrcholovou bliznou. Lusky jsou dlouhé a štíhlé, ploché, hladké, pukající 2 svinujícími se chlopněmi. Obsahují několik až mnoho semen.

## Rozšíření
Rod Apios zahrnuje 8 druhů. Dva druhy rostou ve východní polovině Severní Ameriky, zbylých 6 ve východní Asii. Celkem 3 druhy jsou endemity Číny, 1 druh je endemit Tchaj-wanu.
Zástupci tohoto rodu rostou zejména v keřové vegetaci, mokřinách a v okolí vodních ploch.

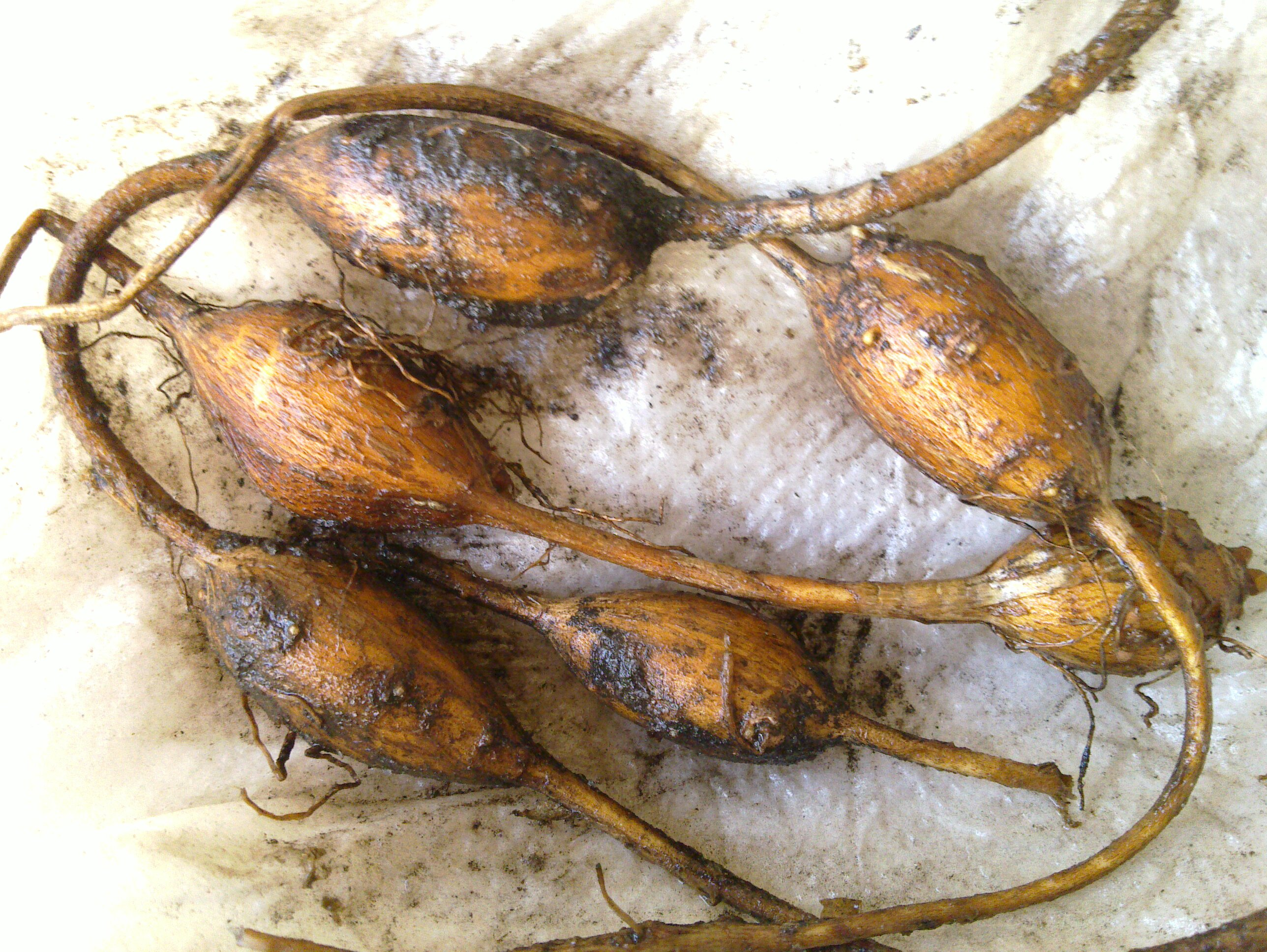
Hlízy hlízoly nachové

## Význam
Hlízola nachová (Apios americana) je stará indiánská užitková rostlina, poskytující jedlé hlízy. Je považována za nejstarší pěstovanou hlíznatou rostlinu vůbec. Hlízy jsou sladké a poživatelné za syrova, vařené nebo pečené. Druh je považován za nejchutnější severoamerickou divokou rostlinu. Rovněž americký druh Apios priceana má hlízy jednotlivé a daleko větší. Semena Apios carnea obsahují olej. Z hlíz A. fortunei se získává škrob a místně slouží k výrobě alkoholu.

## Přehled druhů a jejich rozšíření
- Hlízola nachová (Apios americana, syn. A. tuberosa) – Kanada a USA
- Apios carnea – východní Asie od Číny po Indii a Thajsko
- Apios delavayi – Čína
- Apios fortunei – Čína a Japonsko
- Apios gracillima – Čína (Jün-nan)
- Apios macrantha – Čína
- Apios priceana – východní a jihovýchodní USA
- Apios taiwaniana – Tchaj-wan